# Unité de temps (solfège)
Pour les articles homonymes, voir Unité de temps.
Dans le solfège, on appelle unité de temps la figure de note dont la durée est égale au temps.

## Histoire
Au cours des siècles, l'évolution de la notation est allée en direction des figures de plus en plus petites : la quadruple croche est une invention récente, alors que la carrée est beaucoup plus ancienne, et d'ailleurs, quasiment abandonnée de nos jours. Le choix de l'unité de temps a suivi cette évolution : si au XXe siècle c'est souvent la noire ou la croche qui sont choisies comme unités de temps, au XVe ou XVIe siècle c'était plutôt la ronde ou la blanche.

## La figure de note jouant le rôle de l'unité de temps
En principe, la figure de note jouant le rôle de l'unité de temps peut être n'importe quelle figure, à condition que ce choix soit clairement précisé dès le début du morceau concerné : c'est le chiffrage de la mesure qui a pour fonction (entre autres) de fixer l'unité de temps d'un morceau. Les figures de notes les plus couramment employées comme unité de temps sont : la blanche, la noire et la croche — pointées ou non. Mais absolument rien n'empêche l'utilisation d'autres figures. Pourquoi n'a-t-on pas pris l'habitude d'affecter à la même figure le rôle de l'unité de temps ? S'il n'y a pas de réponse claire à cette question, on peut cependant avancer trois types de justifications à cette pratique.
Les compositeurs ont conservé des habitudes de notation en ce qui concerne certains mouvements de danse : le menuet, par exemple, est presque toujours noté avec la noire pour unité de temps ; la gavotte, au contraire, avec la blanche pour unité de temps, etc[réf. nécessaire].
Pour de nombreux musiciens, le choix de telle ou telle figure pour unité de temps, a pu permettre d'exprimer une indication sur le tempo ou sur le caractère à donner à l'interprétation : par exemple, la croche pour unité de temps plutôt que la noire pourrait suggérer plus de légèreté, ou plus de rapidité[réf. nécessaire]. Le problème est de pouvoir déterminer la signification exacte de l'utilisation de telle unité plutôt que telle autre, signification qui varie bien évidemment en fonction du compositeur.

## Valeur des figures supérieures ou inférieures
Une fois que l'unité de temps est définie, la durée de toutes les figures est fixée automatiquement par voie de conséquence.
Par exemple, lorsque l'unité de temps est la noire, la ronde et la pause valent chacune quatre temps, la blanche et la demi-pause, deux temps, la noire et le soupir, un temps, la croche et le demi-soupir, un demi-temps, etc.
Ainsi, les figures de notes et de silences n'ont pas de valeur absolue en durée. Leur valeur est en effet fixée au début de chaque morceau — et pour ce morceau seulement — en fonction du choix de l'unité de temps. Ce qui reste immuable, c'est le rapport de durée des figures entre elles : cette proportion est toujours la même quelle que soit l'unité de temps — la ronde vaut toujours deux blanches, quatre noires, huit croches, etc., la blanche vaut toujours deux noires, quatre croches, huit doubles croches, etc.